# 2001 QE298
2001 QE298, também escrito como 2001 QE298, é um objeto transnetuniano (TNO) que está localizado no cinturão de Kuiper, uma região do Sistema Solar. Este corpo celeste está em uma ressonância orbital de 4:7 com o planeta Netuno. O mesmo possui uma magnitude absoluta de 7,1 e tem um diâmetro com cerca de 167 km.

## Descoberta
2001 QE298 foi descoberto no dia 19 de agosto de 2001 pelo astrônomo Marc W. Buie.

## Órbita
A órbita de 2001 QE298 tem uma excentricidade de 0,097 e possui um semieixo maior de 43,563 UA. O seu periélio leva o mesmo a uma distância de 36,919 UA em relação ao Sol e seu afélio a 50,206 UA.